# Со Со Но
Со Со Но (кор. 소서노, трансліт. 召西奴) — королева-консорт Когурьо, єдина в історії королева Кореї, яка вплинула на становлення одразу двох королівств.

## Біографія
Со Со Но народилася у сім'ї могутнього глави роду Керубу Йон Тха Баля. Стала дружиною У Тхе — нащадка правителя Північного Пуйо. У шлюбі з ним мала двох синів Пірю та Онджо. Рано стала вдовою та згодом вдруге вийшла заміж за Чумона — майбутнього короля Когурьо.

### Становлення королеви
З допомогою Со Со Но та її батька Чумон заснував власне королівство. Як королева Со Со Но забезпечила йому підтримку народу, укріпила його владу, допомогла зберегти єдність серед вождів місцевих родів. Однак через 19 років повернулася перша дружина Чумона, яку вже вважали загиблою. Разом із нею прибув син Юрімьон. Чумон одразу ж зробив його спадкоємцем престолу, понизив статус Со Со Но заради підвищення першої дружини. Принижена королева покинула палац та вирушила на південь разом із синами. Один із них заснував власне королівство Пекче. Со Со Но до останнього допомагала сину розбудовувати державу.
Померла в 6 році до н. е.

## Історичні джерела
Со Со Но згадана в:
- Самгук Сагі (історичні записи Трьох царств)
- Рання історія Чосон

## У культурі
- серіал «Літопис трьох царств: Повість про Чумона» 2006 року у ролі Со Со Но актриса Хан Хе Чжин